# ソー・ファー - 華麗なる栄光の道
『ソー・ファー - 華麗なる栄光の道』（So Far）は、クロスビー、スティルス、ナッシュ&ヤングが1974年に発表したベスト・アルバム。邦題の表記はワーナーミュージック・ジャパンの直販サイトに拠った。

## 概要
1974年7月9日から9月14日にかけて、デヴィッド・クロスビー、スティーヴン・スティルス、グラハム・ナッシュ、ニール・ヤングの4人は "CSN&Y" として大規模なツアーを行った。この再結成ツアーにあわせてベスト・アルバムの企画が持ち上がる。2枚のオリジナル・アルバムと1枚のシングルを足しても22曲しかないのに、そこから選んで集めたものを「グレイテスト・ヒッツ・アルバム」などと呼ぶのは馬鹿げていると思ったグループは発売に反対するも、会社側はツアー期間中の8月19日にリリースした。
メンバーの心配をよそに『ソー・ファー - 華麗なる栄光の道』は11月2日付のBillboard 200で第1位を記録し、ゴールドディスクに認定された。
ジャケットの絵はジョニ・ミッチェルが描いた。デザインはゲイリー・バーデンが担当した。

## 収録曲
Side 1
1. デジャ・ヴ - Déjà Vu (4:12)
作詞作曲：デヴィッド・クロスビー
2. どうにもならない望み - Helplessly Hoping (2:41)
作詞作曲：スティーヴン・スティルス
3. 木の舟 - Wooden Ships (5:29)
作詞作曲：デヴィッド・クロスビー、ポール・カントナー、スティーヴン・スティルス
4. ティーチ・ユア・チルドレン - Teach Your Children (2:53)
作詞作曲：グラハム・ナッシュ
5. オハイオ - Ohio (2:58)
作詞作曲：ニール・ヤング
6. 自由の値 - Find the Cost of Freedom (2:41)
作詞作曲：スティーヴン・スティルス

Side 2
1. ウッドストック - Woodstock (3:54)
作詞作曲：ジョニ・ミッチェル
2. 僕達の家 - Our House (2:59)
作詞作曲：グラハム・ナッシュ
3. ヘルプレス - Helpless (3:33)
作詞作曲：ニール・ヤング
4. グウィニヴィア - Guinnevere (4:40)
作詞作曲：デヴィッド・クロスビー
5. 組曲: 青い眼のジュディ - Suite: Judy Blue Eyes  (7:25)
作詞作曲：スティーヴン・スティルス